# Llanos del Yarí
Los Llanos del Yarí son un subsistema de sabanas antrópicas ubicadas al sur de las estribaciones de la sierra de la Macarena, departamentos del Meta y Caquetá, Colombia. Las sabanas comprenden un territorio aproximado de 364 mil hectáreas, originariamente habitadas por los pueblos indígenas Tinigua y Carijona. De manera similar a varias subregiones del piedemonte andino, El Yarí fue escenario del proceso de colonización que amplió la frontera agraria en Colombia. Hoy día lo habitan comunidades campesinas e indígenas, organizados localmente en Juntas de Acción comunal y cabildos, y regionalmente en la asociación indígena-campesina CORPOADYARI.

## Colonización indígena
En la actualidad son dos los sectores donde viven comunidades indígenas cuyos orígenes se remontan a otros territorios: en inmediaciones al caserío de Playa Rica tienen asiento varias familias de la comunidad emberá-chamí, quienes llegaron desde el departamento de Risaralda a la región, desplazados por la violencia paramilitar, a mediados de los años 1990. En la zona oriental del Yarí tiene asiento el resguardo indígena Yaguará II, una comunidad multiétnica que congrega a las etnias pijao (tolimenses), piratapuyo y tucano (originarios del Vaupés), campesinos provenientes de La Macarena, Arauca y Tolima. Su territorio comprende una vasta zona de selva y sabanas, a orillas del río Tunia en la intersección de los departamentos del Meta, Caquetá y Guaviare.

## Geografía
Son dos las explicaciones geográficas que dan cuenta de la existencia de estas sabanas en medio de la selva amazónica. Por un lado, "la sabana surge como una resultante de factores físicos y antropogénicos íntimamente entrelazados. Los suelos pobres y de condiciones físicas adversas dan origen a un tipo de vegetación rala y fácilmente quemable. Esto es aprovechado por los pobladores para destruirla y hacer surgir en su lugar la sabana herbácea". Así mismo, la presencia de los vientos alisios que entran por la costa venezolana a los Llanos se extienden luego por la planicie en dirección suroccidental trazando un gran arco que, en las cercanías de la serranía de la Macarena, toma una dirección sur logrando penetrar en las selvas amazónicas al sur del río Guayabero hasta el departamento del Caquetá. Ese último rezago de los alisios es, posiblemente, la causa de que existan las Sabanas del Yarí, una planicie cubierta de pastos en medio de la selva". Un sector cercano a las sabanas de Yarí fue incluido dentro del parque nacional de Chiribiquete.